# Live from the Road
Live from the Road è il primo album dal vivo del gruppo musicale alternative metal statunitense Chevelle, pubblicato nel 2003.

## Tracce
1. Family System – 4:07
2. Forfeit – 4:09
3. Point #1 – 6:42
4. Until You're Reformed – 4:04
5. Send the Pain Below – 4:18
6. Sma – 3:11
7. Wonder What's Next – 4:33
8. Mia – 2:50
9. Grab Thy Hand – 4:15
10. The Red – 4:25